# بازی مرزی

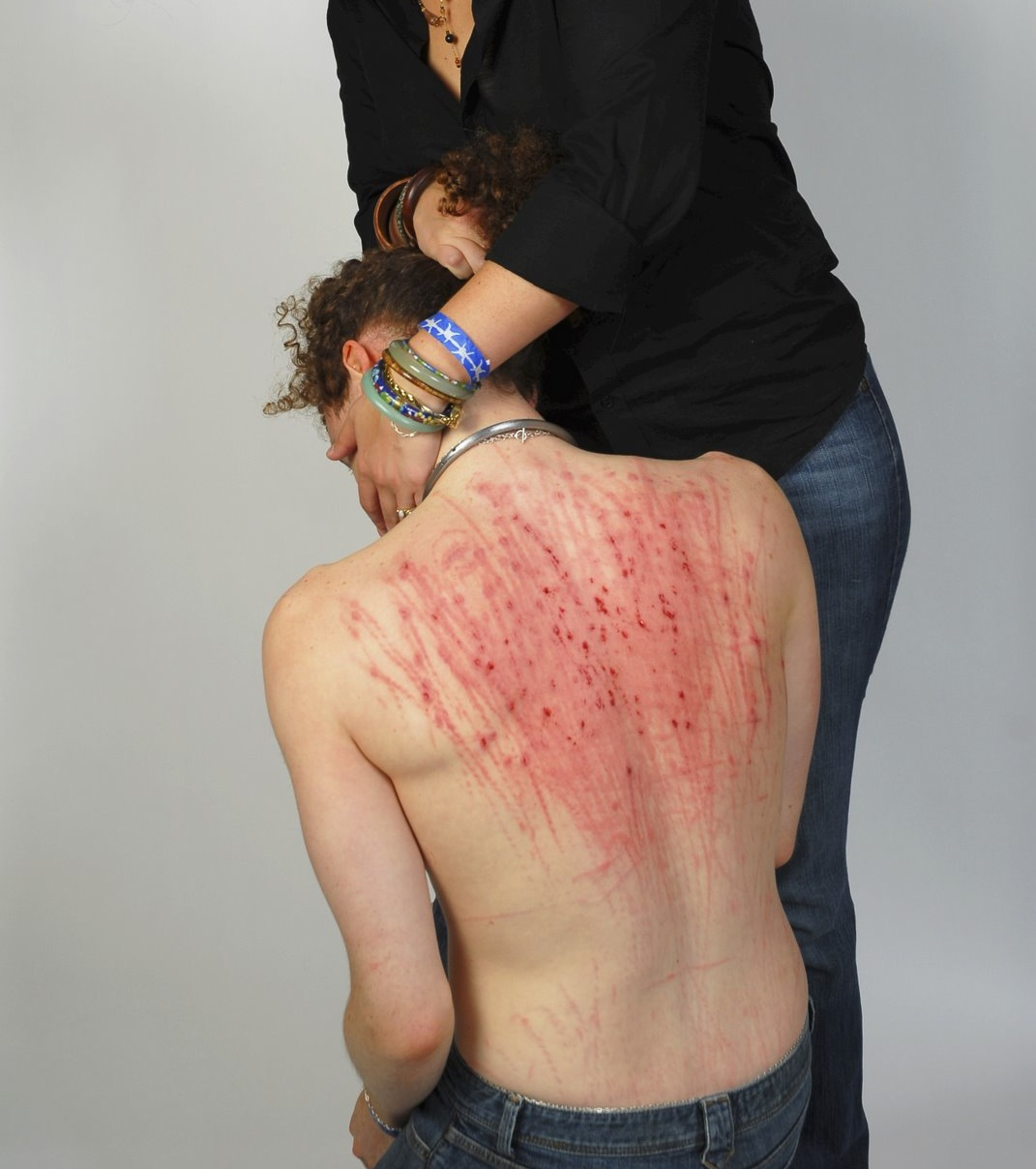
مرد مطیعی پس از آنکه پشتش بابت ضرب و شتم شدید خونریزی کرده، توسط میسترس خود تسلیت می‌یابد.

در بی‌دی‌اس‌ام، بازی مرزی (به انگلیسی: Edgeplay) اصطلاحیست برای توصیف فعالیت‌هایی که اصل «سالم، عاقلانه و مورد رضایت» را به چالش میکشند. اگر کسی از خطرات و عواقب این کار آگاه باشد و باز هم بخواهد آن را انجام دهد آنگاه اقدام فرد خطر آگاهانه توافقی در نظر گرفته می‌شود.
بازی مرزی ممکن است عواقب و آسیب‌های احتمالی کوتاه مدت یا طولانی مدتی در پی داشته باشد یا حتی منجر به مرگ شود، نمونه آن شامل فعالیت‌هایی مانند اختناق شهوانی، بازی آتش، بازی چاقو، بازی ترس، بازی دما، شمع بازی و تفنگ بازی را شامل شود.

## نوشتارهای وابسته
- رضایت (بی‌دی‌اس‌ام)
- تحریک شهوانی برقی
- محدودیت (بی‌دی‌اس‌ام)